# Aeropuerto Internacional Viru Viru
Aeropuerto Internacional Viru Viru is de internationale luchthaven van Santa Cruz de la Sierra in Bolivia. De luchthaven is de hub van Transportes Aéreos Bolivianos en een basis voor Boliviana de Aviación. Viru Viru is tevens de drukste luchthaven van Bolivia en biedt vluchten binnen de Amerika's en naar Spanje.

## Geschiedenis
Het idee voor de internationale luchthaven werd in 1965 geïnitieerd door toenmalig president van Bolivia René Barrientos. Vlak hierna werd begonnen aan de bouw en opende uiteindelijk op 26 april 1983 ter vervanging van Aeropuerto El Trompillo. Het vliegveld deed vervolgens dienst als hub voor Lloyd Aéreo Boliviano tot het faillissement in 2008.

## Luchtvaartmaatschappijen en bestemmingen

### Passagiers
Vanaf Aeropuerto Internacional Viru Viru kan worden gevlogen naar de volgende bestemmingen met de volgende luchtvaartmaatschappijen (juni 2025):
| Luchtvaartmaatschappij | Bestemmingen |
| ---------------------- | --- |
| Aerolíneas Argentinas  | Buenos Aires |
| Aeroregional           | Charter: Maturín |
| Air Europa             | Madrid |
| Avianca                | Bogotá |
| Boliviana de Aviación  | Asunción, Barcelona (vanaf 15 augustus 2025), Buenos Aires, Caracas, Cochabamba, Iquique, La Paz, Madrid, Miami, Oruro, Panama-Stad, Salta, Santiago, São Paulo, Sucre, Tarija |
| Conviasa               | Caracas |
| Copa Airlines          | Panama-Stad |
| EcoJet                 | Cochabamba, La Paz, Sucre, Trinidad |
| GOL                    | São Paulo |
| LATAM Airlines Chile   | Santiago Seizoensgebonden: La Paz |
| LATAM Airlines Perú    | Lima |
| Paranair               | Asunción |
| TAMep                  | Cobija, Cochabamba, La Paz |

### Vracht
Daarnaast heeft de luchthaven vrachtverbindingen met de volgende luchthavens:
| Luchtvaartmaatschappij        | Bestemmingen              |
| ----------------------------- | ------------------------- |
| AerCaribe                     | Bogotá, Lima              |
| Transportes Aéreos Bolivianos | Cochabamba, La Paz, Miami |

## Incidenten en ongevallen
- Op 28 november 2018 stortte LaMia-vlucht 2933 neer in de buurt van Medellín.[5][6] De AVRO RJ-85 was vertrokken vanuit Santa Cruz de la Sierra en onderweg naar Aeropuerto Internacional José María Córdova.[7] 71 van de 77 inzittenden kwamen om.